# Aegviidu
Aegviidu (deutsch: Charlottenhof) ist ein Flecken (estnisch alev) in der Landgemeinde Anija im estnischen Kreis Harju mit einer Fläche von 11,97 km². Er hat 856 Einwohner (Stand: 1. Januar 2010).
Bis 2017 bildete der Ort auch eine eigenständige Gemeinde (Aegviidu vald).

Aegviidu wurde erstmals 1796 urkundlich erwähnt. Mit dem Bau der Eisenbahnstrecke von Tallinn nach Narva und weiter nach Sankt Petersburg und der Errichtung eines Bahnhofs 1870 erlebte die Gemeinde einen wirtschaftlichen Aufschwung. Heute lockt vor allem die unberührte Fluss- und Waldlandschaft am 36 km langen Wanderweg von Aegviidu nach Liiapeksi Naturfreunde in die Gemeinde.

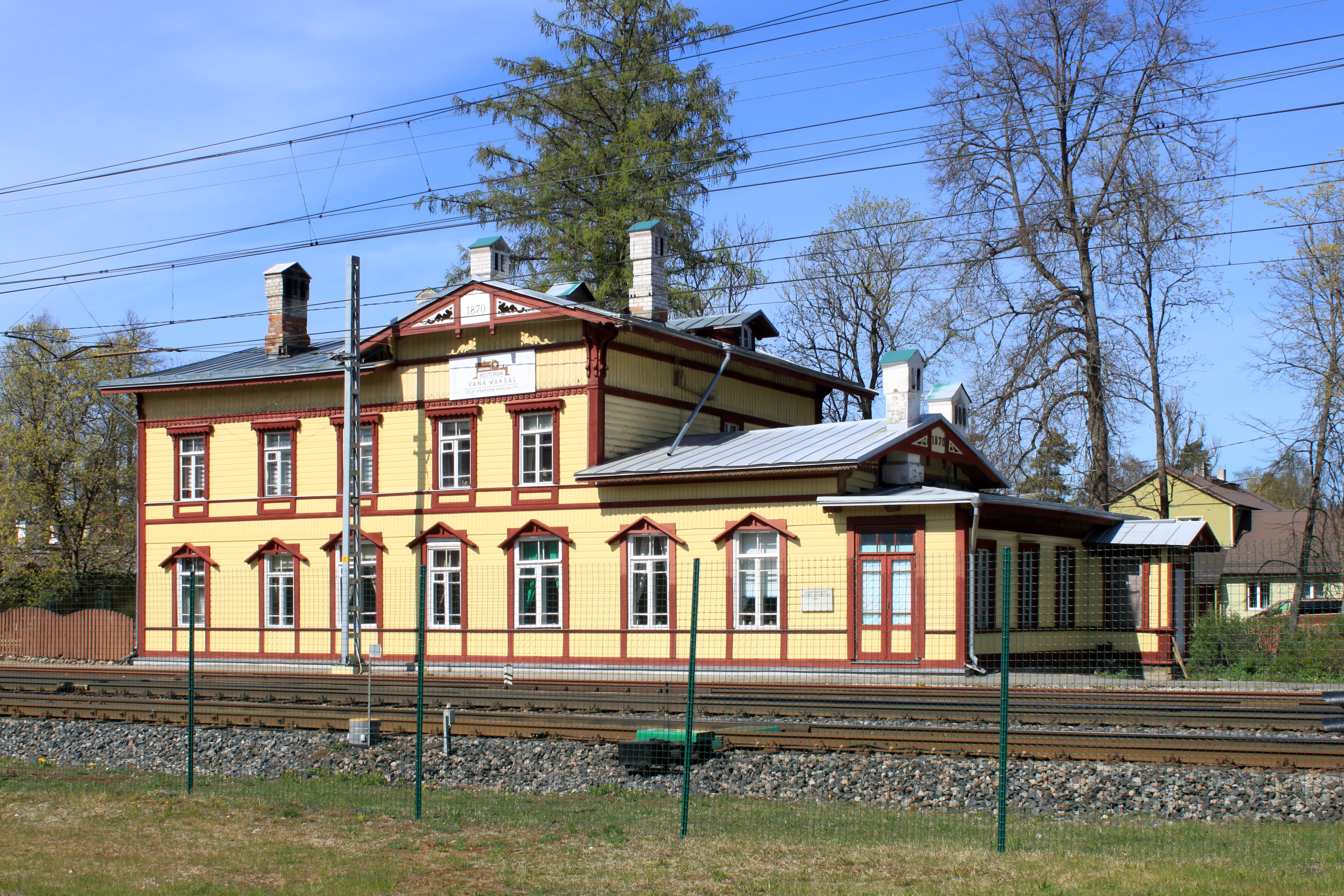
Aegviidu Bahnhof
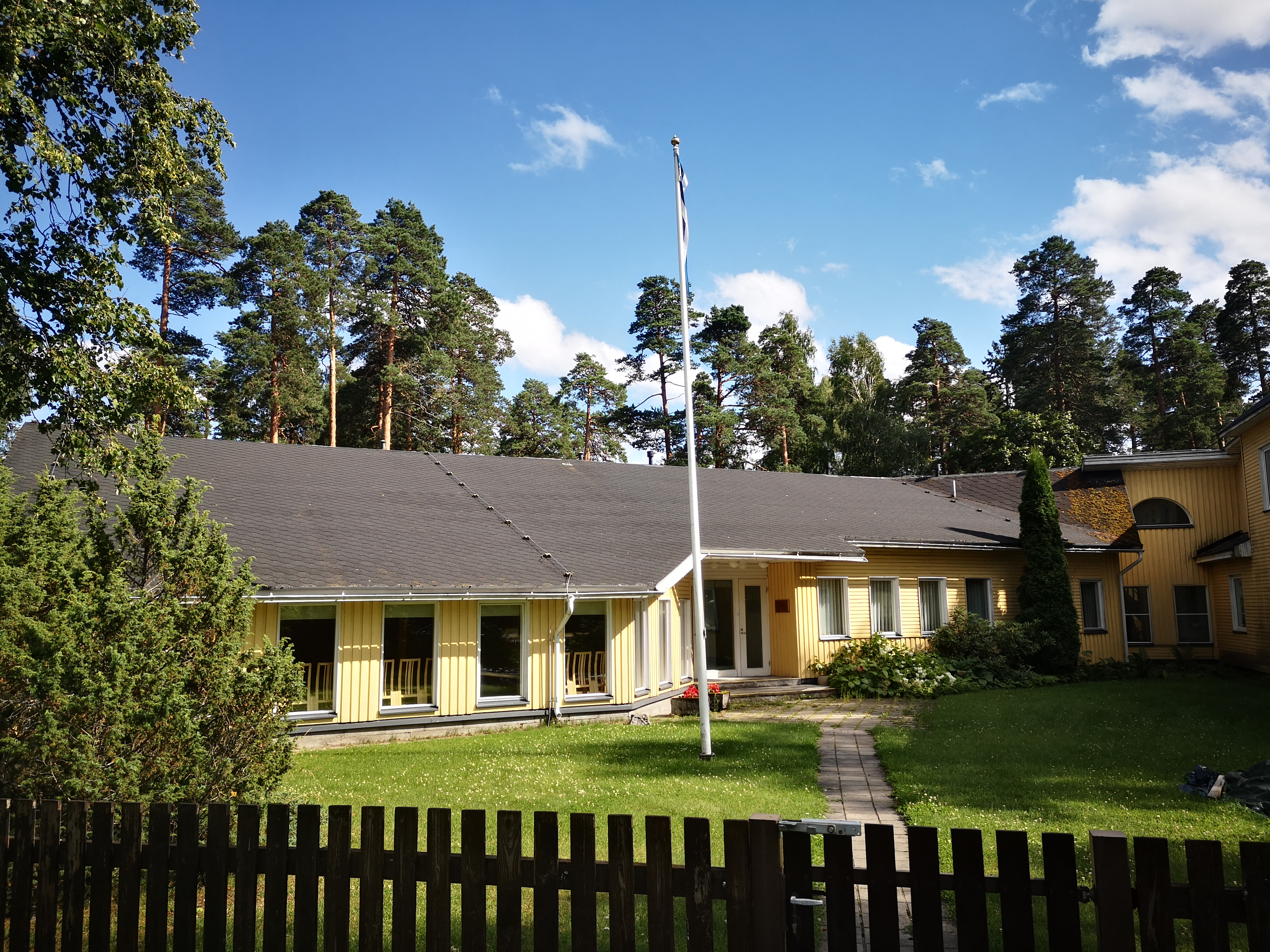
Aegviidu Kindergarten
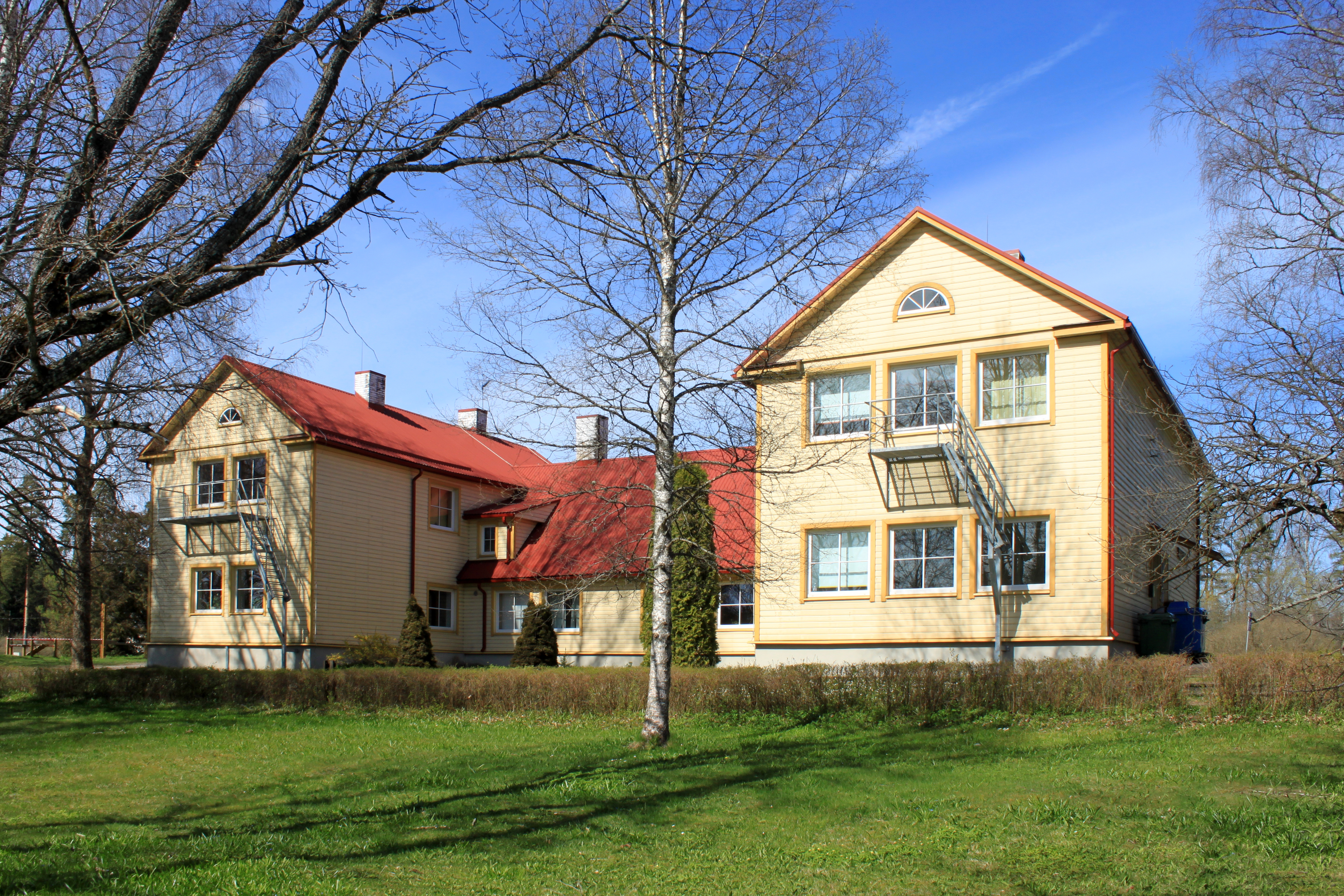
Aegviidu Schule
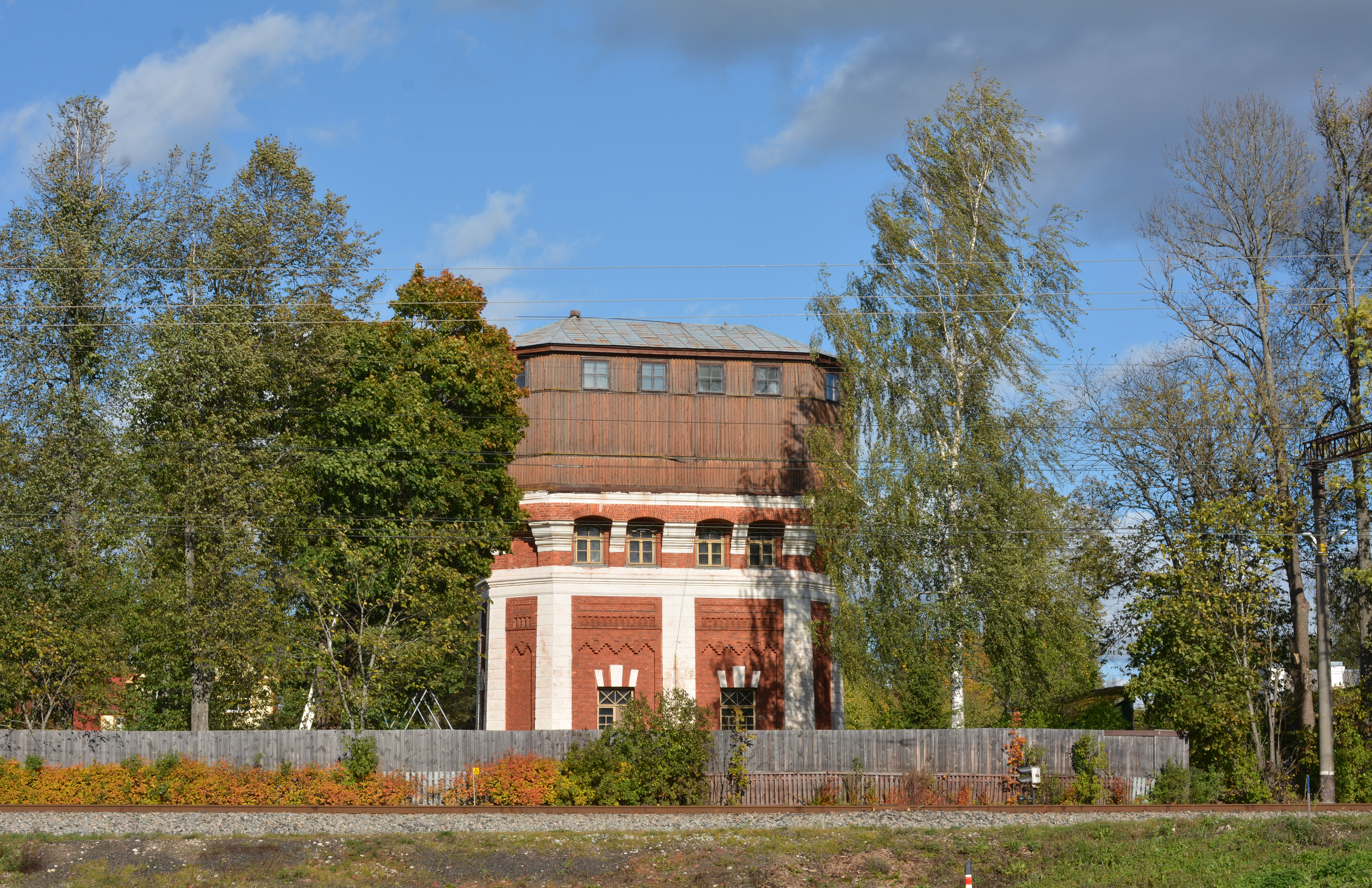
Aegviidu Wasserturm
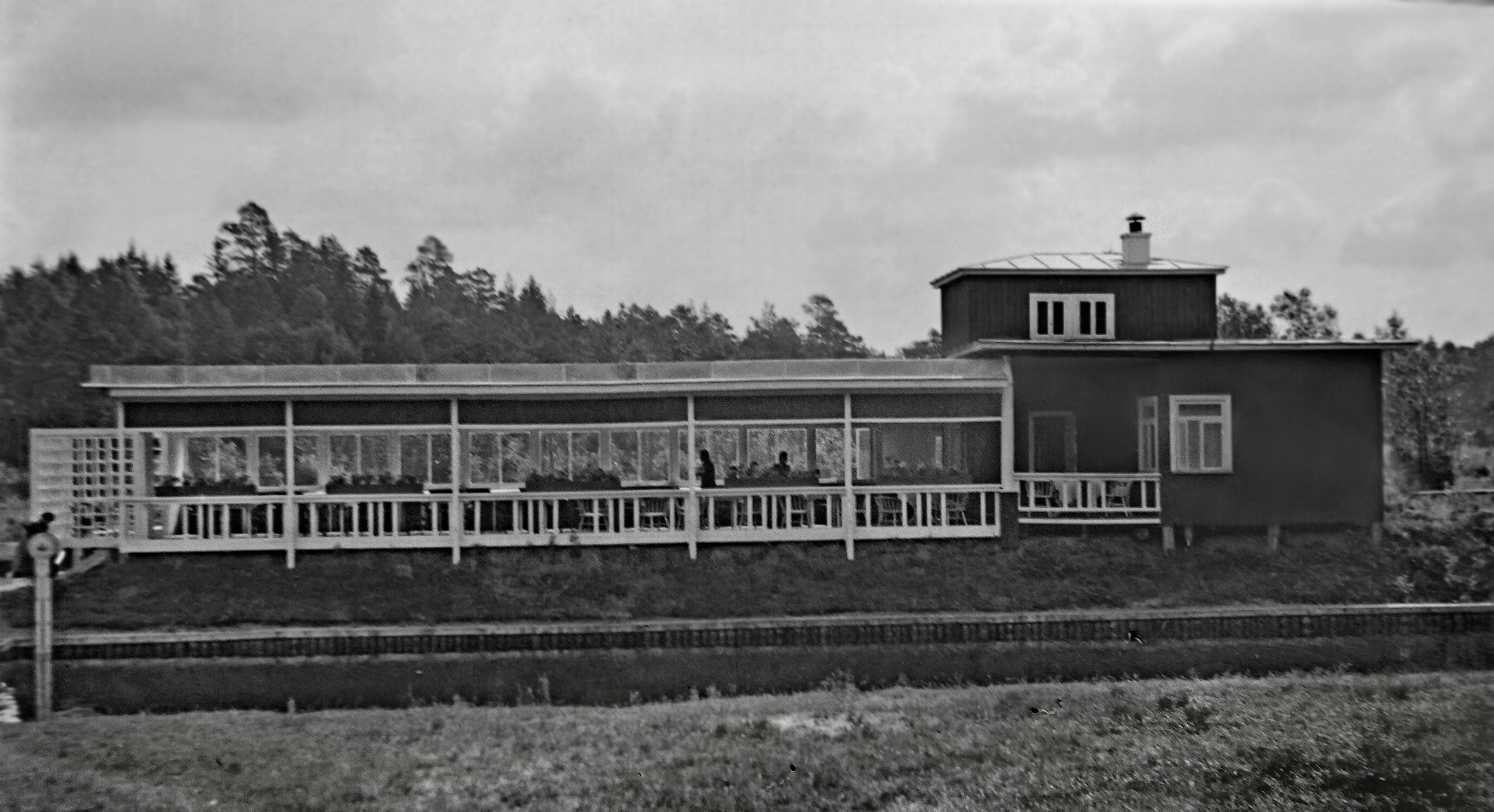
Aegviidu Sommercafé 1940
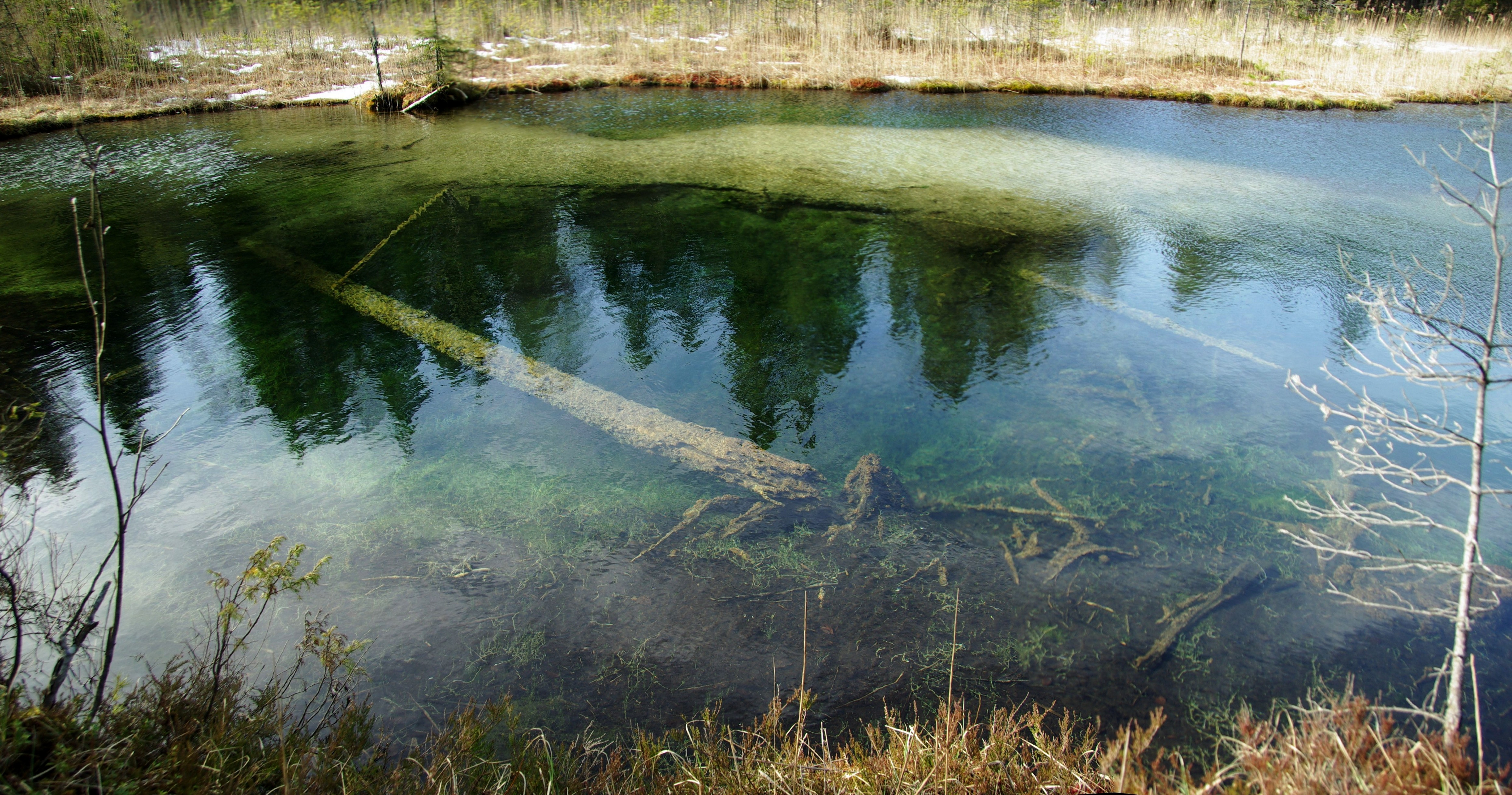
Die blauen Quellen von Aegviidu